# Ippolito de' Rossi
Ippolito de' Rossi (San Secondo Parmense, 31 ottobre 1531 – Roma, 28 aprile 1591) è stato un cardinale e vescovo cattolico italiano.

## Biografia

Stemma dei Rossi di San Secondo.

Nacque nel 1531 da Pier Maria III de' Rossi, marchese di San Secondo e da Camilla Gonzaga.
Nel 1559 veniva nominato da Pio IV (Giovan Angelo de' Medici) cameriere segreto e protonotario apostolico, ottenendo, pure, la commenda dell'Abbazia di Chiaravalle della Colomba e di un altro beneficio arcipresbiterale a Imola. L'anno successivo venne consacrato vescovo dal vescovo di Bobbio Borso de Merli e fu inviato a Pavia come aiutante dello zio Giovan Girolamo de' Rossi con diritto di successione allo zio stesso, diritto che esercitò alla morte dello zio nel 1564 dopo che Ippolito ebbe preso parte al concilio di Trento del 1562-1563.
Ippolito, diversamente da quanto fece lo zio Giovan Girolamo, fissò la sua dimora in Pavia in modo permanente, dedicandosi all'organizzazione della diocesi alla quale diede un assetto che fu essere ricordato anche negli anni a venire.
Il 1 ottobre 1564 consacrò la chiesa di Montesano, nel comune di Filighera, dedicata a Maria Vergine Assunta e fatta costruire dal nobile pavese Agostino Sartirana, come risulta dal documento rogato in data 1 ottobre 1564 dal notaio pavese Bartolomeo Cagnoli, conservato presso l’Archivio di Stato di Pavia.
Grazie alle sue benemerenze in campo ecclesiale ed anche in virtù della elezione a Papa di Sisto V, al secolo Felice Peretti, che di Ippolito era grande estimatore, ottenne la porpora cardinalizia sempre sfuggita allo zio paterno nel concistoro del 18 dicembre 1585.
La berretta cardinalizia gli venne imposta, per speciale privilegio, dal cugino granduca Ferdinando de' Medici nella Cattedrale di Firenze la settimana successiva alla nomina, proprio nel giorno di Natale di fronte all'intero corpo diplomatico. Contemporaneamente, il granduca volle che una staffetta partita da Firenze recasse la notizia a San Secondo dove all'epoca esercitava il marchesato il fratello di Ippolito, Troilo.
Ippolito mantenne il governo della diocesi di Pavia, partecipò a Roma nel settembre del 1590 al conclave che portò alla nomina di Urbano VII, Gian Battista Castagna, il cui pontificato durò solo 13 giorni, presenziando poi al successivo conclave che portò all'elezione di Gregorio XIV, al secolo Niccolò Sfrondati.
In Roma, indebolito dagli strapazzi conseguenti ai lavori di due conclavi consecutivi, fu colto da un improvviso attacco malarico, che lo condusse alla morte il 28 aprile 1591, a poco più di 59 anni di età. I cardinali Vincenzo e Scipione Gonzaga, parenti ed esecutori testamentari, lo fecero tumulare nella Chiesa di San Biagio dell'Anello - poi San Carlo ai Catinari -, davanti all'altare della cappella di Sant'Anna, dove ancora trovasi la pietra tombale e forse i suoi resti.

## Ascendenza
|                                                      |                                         |                                             | Genitori                                                |  |  | Nonni |  |  | Bisnonni                                   |  |  | Trisnonni                                        |  |
|                                                      |                                         |                                             |                                                         |  |  |       |  |  | Giovanni de' Rossi, V conte di San Secondo |  |  | Pier Maria II de' Rossi, IV conte di San Secondo |  |
|                                                      |                                         |                                             |                                                         |  |  |       |  |  | Giovanni de' Rossi, V conte di San Secondo |  |  | Pier Maria II de' Rossi, IV conte di San Secondo |  |
|                                                      |                                         | Antonia Torelli                             |                                                         |  |  |       |  |  | Giovanni de' Rossi, V conte di San Secondo |  |  |                                                  |  |
| Troilo I de' Rossi, I marchese di San Secondo        |                                         |                                             |                                                         |  |  |       |  |  | Giovanni de' Rossi, V conte di San Secondo |  |  |                                                  |  |
|                                                      |                                         | Angela Scotti Douglas                       | Francesco Scotti Douglas, conte di Carpaneto e Vigoleno |  |  |       |  |  |                                            |  |  |                                                  |  |
|                                                      |                                         | Angela Scotti Douglas                       | Francesco Scotti Douglas, conte di Carpaneto e Vigoleno |  |  |       |  |  |                                            |  |  |                                                  |  |
|                                                      |                                         | Angela Scotti Douglas                       | …                                                       |  |  |       |  |  |                                            |  |  |                                                  |  |
| Pier Maria III de' Rossi, II marchese di San Secondo |                                         | Angela Scotti Douglas                       |                                                         |  |  |       |  |  |                                            |  |  |                                                  |  |
|                                                      |                                         | Girolamo Riario, signore di Imola e Forlì   | Paolo Riario                                            |  |  |       |  |  |                                            |  |  |                                                  |  |
|                                                      |                                         | Girolamo Riario, signore di Imola e Forlì   | Paolo Riario                                            |  |  |       |  |  |                                            |  |  |                                                  |  |
|                                                      |                                         | Girolamo Riario, signore di Imola e Forlì   | Bianca della Rovere                                     |  |  |       |  |  |                                            |  |  |                                                  |  |
| Bianca Riario                                        |                                         | Girolamo Riario, signore di Imola e Forlì   |                                                         |  |  |       |  |  |                                            |  |  |                                                  |  |
|                                                      |                                         | Caterina Sforza                             | Galeazzo Maria Sforza, duca di Milano                   |  |  |       |  |  |                                            |  |  |                                                  |  |
|                                                      |                                         | Caterina Sforza                             | Galeazzo Maria Sforza, duca di Milano                   |  |  |       |  |  |                                            |  |  |                                                  |  |
|                                                      |                                         | Caterina Sforza                             | Lucrezia Landriani                                      |  |  |       |  |  |                                            |  |  |                                                  |  |
| Ippolito de' Rossi                                   |                                         | Caterina Sforza                             |                                                         |  |  |       |  |  |                                            |  |  |                                                  |  |
|                                                      | Federico I Gonzaga, marchese di Mantova | Ludovico III Gonzaga, marchese di Mantova   |                                                         |  |  |       |  |  |                                            |  |  |                                                  |  |
|                                                      | Federico I Gonzaga, marchese di Mantova | Ludovico III Gonzaga, marchese di Mantova   |                                                         |  |  |       |  |  |                                            |  |  |                                                  |  |
|                                                      | Federico I Gonzaga, marchese di Mantova | Barbara von Brandenburg                     |                                                         |  |  |       |  |  |                                            |  |  |                                                  |  |
| Giovanni Gonzaga, signore di Vescovato               | Federico I Gonzaga, marchese di Mantova |                                             |                                                         |  |  |       |  |  |                                            |  |  |                                                  |  |
|                                                      |                                         | Margarete von Bayern                        | Albrecht III, duca di Baviera                           |  |  |       |  |  |                                            |  |  |                                                  |  |
|                                                      |                                         | Margarete von Bayern                        | Albrecht III, duca di Baviera                           |  |  |       |  |  |                                            |  |  |                                                  |  |
|                                                      |                                         | Margarete von Bayern                        | Anna von Braunschweig-Grubenhagen                       |  |  |       |  |  |                                            |  |  |                                                  |  |
| Camilla Gonzaga                                      |                                         | Margarete von Bayern                        |                                                         |  |  |       |  |  |                                            |  |  |                                                  |  |
|                                                      |                                         | Giovanni II Bentivoglio, signore di Bologna | Annibale I Bentivoglio, signore di Bologna              |  |  |       |  |  |                                            |  |  |                                                  |  |
|                                                      |                                         | Giovanni II Bentivoglio, signore di Bologna | Annibale I Bentivoglio, signore di Bologna              |  |  |       |  |  |                                            |  |  |                                                  |  |
|                                                      |                                         | Giovanni II Bentivoglio, signore di Bologna | Donnina Visconti                                        |  |  |       |  |  |                                            |  |  |                                                  |  |
| Laura Bentivoglio                                    |                                         | Giovanni II Bentivoglio, signore di Bologna |                                                         |  |  |       |  |  |                                            |  |  |                                                  |  |
|                                                      |                                         | Ginevra Sforza                              | Alessandro Sforza, signore di Pesaro                    |  |  |       |  |  |                                            |  |  |                                                  |  |
|                                                      |                                         | Ginevra Sforza                              | Alessandro Sforza, signore di Pesaro                    |  |  |       |  |  |                                            |  |  |                                                  |  |
|                                                      |                                         | Ginevra Sforza                              | …                                                       |  |  |       |  |  |                                            |  |  |                                                  |  |
|                                                      |                                         | Ginevra Sforza                              |                                                         |  |  |       |  |  |                                            |  |  |                                                  |  |